# David Aucagne
Pas d'image ? Cliquez ici

a Compétitions nationales et continentales officielles uniquement.

b Matchs officiels uniquement.
David Aucagne, né le 14 février 1973 à Vichy (Allier), est un joueur international français et entraîneur de rugby à XV évoluant au poste de demi d'ouverture.
Avec la Section paloise, il remporte le Challenge européen en 2000.
Avec le XV de France, il remporte deux fois le Tournoi des Cinq Nations en 1997 et 1998.
Il est l'oncle du rugbyman professionnel et également demi d'ouverture Antoine Aucagne. 

## Biographie

### Carrière de joueur
David Aucagne joue pour le club de Vichy, sa ville natale, dans les équipes de jeunes, avant de rejoindre le Paris université club, que dirige alors Daniel Herrero, en 1991. Il dispute cinq saisons avec Paris avant de saisir l'occasion de jouer au niveau supérieur avec Pau. Avec la Section paloise, il remporte le challenge Yves du Manoir en 1997, c'est son seul trophée notable en club.
International universitaire, il remporte la coupe du monde universitaire en 1996, en évoluant au poste inhabituel pour lui de trois-quarts aile droit.
David Aucagne connaît sa première sélection le 15 février 1997 contre le pays de Galles, comme remplaçant. Il est titulaire le 15 mars 1997 pour le match contre l'Écosse. Il remporte le Grand chelem avec l'équipe de France en 1997, performance renouvelée en 1998.
En juin 1999, il participe à la tournée des Barbarians français en Argentine. Il est remplaçant contre le Buenos Aires Rugby Club à San Isidro. Il remplace en cours de jeu Christophe Deylaud. Les Baa-Baas s'imposent 52 à 17. Puis, il est titulaire contre les Barbarians Sud-Américains à La Plata. Les Baa-Baas français s'imposent 45 à 28.
En 1999-2000, il remporte le Challenge européen dont il termine meilleur réalisateur avec 130 points.
En novembre 2000, il est de nouveau sélectionné avec les Barbarians français pour jouer la Nouvelle-Zélande au Stade Bollaert à Lens. Les Baa-Baas parviennent à s'imposer 23 à 21.
Aucagne joue plus tard avec les clubs de Toulouse, Grenoble et Montpellier.

### Carrière d'entraîneur
Aucagne met un terme à sa carrière en 2008 et devient entraîneur de l'équipe de France des moins de 20 ans durant 3 ans. Il est responsable des trois-quarts auprès du manager Philippe Sella, Philippe Boher est lui responsable des avants.
En 2011, il devient entraîneur des trois-quarts de la Section paloise au côté de Joël Rey. En 2014, Simon Mannix rejoint le club pour devenir manager et ainsi chapeauter le duo d'entraîneur Rey - Aucagne. En 2015, les Palois parviennent à monter en Top 14. Le club opère alors quelques ajustements dans son staff, Aucagne prend en charge plus spécifiquement l'entraînement de la défense. À l'issue de la saison 2015-2016, Joël Rey et David Aucagne ne sont pas reconduits dans leur fonction respective.
Le 27 décembre 2016, il devient entraîneur de l'AS Béziers. Il est assisté par David Gérard pour entraîner les avants. En 2019, Gérard quitte le club, Aucagne est promu manager général et est désormais épaulé par Sébastien Logerot pour les trois-quarts et Gabriel Bocca pour les avants. Le staff est renforcé par Pierre Caillet en janvier 2020. En 2021, il prend du recul et laisse la responsabilité du projet sportif de l'équipe professionnel à Pierre Caillet. Il quitte le club un an plus tard.
En 2022, il rejoint l'US Montauban en tant qu'entraîneur de l'attaque. Il y retrouve David Gérard, manager général de l'équipe depuis 2021. Ce dernier est remercié en novembre après un début de saison difficile et est remplacé par Pierre-Philippe Lafond.
En 2024, il quitte Montauban pour rejoindre le Stade français Paris en tant qu'entraîneur des espoirs.

## Statistiques

### Tournoi des Cinq Nations
| Édition           | Rang | Résultats France | Résultats Aucagne | Matchs Aucagne |
| ----------------- | ---- | ---------------- | ----------------- | -------------- |
| Cinq Nations 1997 | 1    | 4 v, 0 n, 0 d    | 3 v, 0 n, 0 d     | 3/4            |
| Cinq Nations 1998 | 1    | 4 v, 0 n, 0 d    | 2 v, 0 n, 0 d     | 2/4            |
| Cinq Nations 1999 | 5    | 1 v, 0 n, 3 d    | 0 v, 0 n, 2 d     | 2/4            |

Légende : v = victoire ; n = match nul ; d = défaite ; la ligne est en gras quand il y a Grand Chelem.

## Carrière

### Entraîneur
| Saison      | Club            | Division | Poste           | Classement                        | Coupe d'Europe | Challenge européen |
| ----------- | --------------- | -------- | --------------- | --------------------------------- | -------------- | ------------------ |
| 2011 - 2012 | Section paloise | Pro D2   | Arrières        | 2e, éliminé en finale d'accession | -              | -                  |
| 2012 - 2013 | Section paloise | Pro D2   | Arrières        | 3e, éliminé en finale d'accession | -              | -                  |
| 2013 - 2014 | Section paloise | Pro D2   | Arrières        | 4e, éliminé en demi-finale        | -              | -                  |
| 2014 - 2015 | Section paloise | Pro D2   | Arrières        | Champion de France Pro D2         | -              | -                  |
| 2015 - 2016 | Section paloise | Top 14   | Arrières        | 11e                               | -              | Éliminé en poule   |
| 2016 - 2017 | AS Béziers      | Pro D2   | Arrières        | 10e                               | -              | -                  |
| 2017 - 2018 | AS Béziers      | Pro D2   | Arrières        | 5e, éliminé en barrages           | -              | -                  |
| 2018 - 2019 | AS Béziers      | Pro D2   | Arrières        | 8e                                | -              | -                  |
| 2019 - 2020 | AS Béziers      | Pro D2   | Manager général | 9e (arrêt du championnat)         | -              | -                  |
| 2020 - 2021 | AS Béziers      | Pro D2   | Manager général | 12e                               | -              | -                  |
| 2022 - 2023 | US Montauban    | Pro D2   | Attaque         | 13e                               | -              | -                  |

## Palmarès

### En club
- Coupe de France Yves du Manoir :
  - Vainqueur (1) : 1997 avec la Section paloise
- Challenge européen :
  - Vainqueur (1) : 2000 avec la Section paloise
- Challenge Yves du Manoir :
  - Finaliste (1) : 1996 avec la Section paloise

### En équipe de France
- 15 sélections.
- 1 essai, 5 pénalités, 9 transformations (38 points).
- Sélections par année : 7 en 1997, 6 en 1998, 2 en 1999.
- Tournois des Six Nations disputés : 1997, 1998
- Grand chelem : 1997, 1998
- Coupe latine : vainqueur en 1997.

### Entraîneur
- Tournoi des Six Nations des moins de 20 ans :
  - Vainqueur (1) : 2009
- Championnat de France de Pro D2 :
  - Champion (1) : 2015 avec la Section paloise

### Distinction personnelle
- Nuit du rugby 2015 : Meilleur staff d'entraîneur de la Pro D2 (avec Simon Mannix et Joël Rey) pour la saison 2014-2015